# 1910년대
1910년대는 1910년부터 1919년까지를 가리킨다.
세계적으로는 제1차 세계 대전이 발발하게 되면서 전 세계가 전쟁의 도가니로 빠져들었던 격랑의 시기였다. 또한 이 시기부터 기존 유럽 열강들의 위상이 줄어들고 새로운 체제가 시작된다.

## 연표
- 1910년: 멕시코 혁명 시작. 조지 5세가 영국 왕이자 인도 황제로 즉위. 남아프리카 연방 수립. 1910년 10월 5일 혁명으로 포르투갈 제1공화국 수립. 한일 병합 조약으로 일본 제국이 대한제국을 병합. 레프 톨스토이와 마크 트웨인 사망. 핼리 혜성이 지구에 접근. 몬테네그로 왕국 수립.
- 1911년: 신해혁명으로 청 조정 전복. 로알 아문센의 남극점 도달. 트라이앵글 셔츠웨이스트 공장 화재로 146명이 사망한 이후 미국의 산업 안전 규정 개편. 뉴델리가 영국령 인도 제국 수도로 지정됨. 어니스트 러더퍼드가 원자핵의 존재 규명. 이탈리아-튀르크 전쟁으로 이탈리아가 리비아를 점령. 제2차 모로코 위기.
- 1912년: 청나라 멸망, 중화민국 수립. 아프리카국민회의 설립. 모로코가 프랑스의 보호령으로 편입됨. RMS 타이타닉 침몰. 제1차 발칸 전쟁 개전. 우드로 윌슨이 제28대 미국 대통령으로 당선. 애리조나가 마지막으로 미국 본토의 주로 승격됨. 미국의 니카라과 점령 시작. 중국 국민당 설립.
- 1913년: 닐스 보어가 원자핵에 대한 최초의 통합적 모델을 만들어, 양자역학의 기반을 닦음. 오스만 제국 쿠데타로 엔베르 파샤가 집권. 포드 모터 컴퍼니에서 이동식 생산 라인을 도입. 멕시코시티에서 비극의 열흘 전투. 위안스카이가 무력으로 중화민국 국회를 해산시킴. 이고르 스트라빈스키의 봄의 제전이 파리에서 논란 속에 초연됨. 런던 조약. 제2차 발칸 전쟁과 부쿠레슈티 조약. 연방준비제도 설립.
- 1914년: 가브릴로 프린치프가 프란츠 페르디난트 폰 외스터라이히에스테 대공을 암살하는 사라예보 사건으로 제1차 세계 대전 개전. 제1차 마른 강 전투. 서부 전선에서 참호전이 시작됨. 영국이 이집트에 보호령을 수립. 파나마 운하 개통. 교황 베네딕토 15세 선출. 타넨베르크 전투. 여행비둘기 멸종.
- 1915년: RMS 루시타니아 격침. 미군의 아이티 점령 시작. 오스만 제국에서 아르메니아인 집단살해 발생. 데이비드 와크 그리피스의 국가의 탄생 개봉. 최초의 화학전. 런던 조약으로 이탈리아 왕국이 참전.
- 1916년: 아일랜드 부활절 봉기. 일광 절약 시간제 도입. 브루실로프 공세. 중국 군벌 시대 시작. 데이비드 로이드 조지가 영국 총리로 취임. 갈리폴리 상륙 실패. 최초의 전차 실전 배치. 솜 전투. 펠릭스 유수포프가 그리고리 라스푸틴 암살. 베르됭 전투. 아랍 반란 시작.
- 1917년: 러시아 2월 혁명으로 러시아 제국 멸망, 러시아 내전 시작. 파스샹달 전투. 미국이 연합국으로 참전. 카포레토 전투. 폴란드 섭정왕국 및 핀란드의 독립과 독립 승인. 제1회 퓰리처상 수여. 러시아 10월 혁명. 파티마의 성모 발현.
- 1918년: 춘계 공세. 제1차 세계 대전 종결. 독일 11월 혁명 시작. 빌헬름 2세 퇴위. 스페인 독감 유행. 니콜라이 2세 일가 처형. 폴란드 제2공화국, 우크라이나국, 벨라루스 인민공화국 등의 수립. 핀란드 내전. 메흐메트 6세가 오스만 제국의 술탄이자 칼리파로 즉위. 아이슬란드 왕국과 슬로베니아인 크로아티아인 세르비아인국 수립. 영국군이 팔레스타인 점령. 예멘 왕국 수립. 아제르바이잔 민주공화국 수립. 가브릴로 프린치프 사망.
- 1919년: 베르사유 조약으로 유럽 각국의 국경선 조정. 독일 11월 혁명 종결. 에스토니아 독립 전쟁에서 에스토니아가 승전. 파리에서 국제 연맹 설립. 폴란드-소비에트 전쟁 개전. 베니토 무솔리니의 국가 파시스트당 설립. 코민테른 설립. 이집트 혁명. 터키 독립 전쟁 시작. 국제 노동 기구 설립. 어니스트 러더퍼드가 양성자를 발견. 아서 스탠리 에딩턴의 실험으로 일반 상대성이론이 최초로 규명됨.

## 같이 보기
- 잃어버린 세대